# Saint-Éloy-les-Tuileries
Saint-Éloy-les-Tuileries è un comune francese di 132 abitanti situato nel dipartimento della Corrèze nella regione della Nuova Aquitania.

## Società

### Evoluzione demografica
Abitanti censiti